# Jean Deloffre
Jean Deloffre, né le 5 octobre 1939 à Combles, était un footballeur et international français. Il était milieu de terrain.

## Carrière

### De joueur
- 1957-1958 : Sporting Club Abbeville
- 1958-1965 : RC Lens
- 1965-1969 : SCO Angers
- 1969-1970 : OGC Nice
- 1970-1972 : AS Angoulême
- 1972-1973 : Olympique Avignon
- 1973-1975 : Paris SG
- 1975-1976 : FC Grenoble

### D'entraîneur
- 1975-1978 : FC Grenoble
- (1979-1984)        : Vittel

## Statistiques
- 158 matches de D1 et 58 buts avec le RC Lens
- 110 matches de D1 et 29 buts avec le Angers SCO
- 38 matches de D2 et 23 buts avec le Angers SCO
- 25 matches de D2 et 6 buts avec l'OGC Nice
- 30 matches de D1 et 1 but avec l'AS Angoulême
- 34 matches de D2 et 8 buts avec l'Olympique avignonnais
- 33 matches de D2 et 3 buts avec le Paris SG
- 10 matches de D1 avec le Paris SG
- Premier et seul match avec l'Équipe de France : match amical le 3 juin 1967, France - URSS (2-4).

## Palmarès
- Champion de France D2 1968-1969 avec le Angers SCO
- Champion de France D2 1969-1970 avec l'OGC Nice
- Vainqueur du Challenge des champions 1970 avec l'OGC Nice